# Paramphiascella mediterranea
Paramphiascella mediterranea är en kräftdjursart som beskrevs av Lang 1948. Paramphiascella mediterranea ingår i släktet Paramphiascella och familjen Diosaccidae. Inga underarter finns listade i Catalogue of Life.